# 여유길
여유길(呂𥙿吉, 1558년 ~ 1619년)은 조선의 문신이다. 본관은 함양(咸陽). 자는 덕부(德夫), 호는 춘강(春江)이다. 관직은 한성부우윤을 거쳐 병조참판에 이르렀다.

## 생애
성혼(成渾)의 문인이다. 1580년(선조 13) 알성 문과에 을과로 급제해 사헌부감찰·공조좌랑·형조좌랑을 등을 역임하였다. 1592년 임진왜란이 일어나자 호조정랑에 임명되었다.
1601년 사헌부 장령(掌令)을 거쳐 이항복(李恒福)의 추천으로 군기시정(軍器寺正)이 되었고, 춘추관편수관이 되어 임진왜란 때 소실된 조선왕조실록의 재간행에 참여하였다. 양주목사로서 세금을 과도하게 거둬 파면되었다가 다시 임관되어 파주목사·밀양부사 등을 역임하였다.
1608년 선조가 죽자 국장도감도청(國葬都監都廳)이 되었고, 통정대부(通政大夫)에 승계되었다.
1609년(광해군 1년) 하절사(賀節使)의 부사로 명나라에 가서 많은 군수 물자를 무역한 공으로, 가선대부(嘉善大夫)에 오르고 1610년 한성부우윤에 임명되었다. 1612년 부총관(副摠管)이 되었고, 병조참판에 이르렀다.
어버이 봉양을 위해 외직을 청해 남양부사(南陽府使)로 나갔다가 1618년(광해군 10년)에 병으로 사직하고 양주의 별장에 돌아왔다. 1619년 부친상을 당하자 장례를 지냈고, 이해 11월 4일에 졸하였다.

## 저서
- 『춘강집』

## 가족
- 증조부 : 여세침(呂世琛) - 첨정 
  - 조부 : 여숙(呂淑) - 증 좌승지
    - 부 : 여순원(順元呂) - 첨지중추부사

  - 외조부 : 이영(李瑛) - 봉상시정(奉常寺正) 
    - 모 : 경주 이씨
      - 형(兄) : 여흥길(呂興吉)
      - 제(弟) : 여우길(呂祐吉) - 관찰사
      - 제(弟) : 여인길(呂䄄吉)

    - 처부 : 신준경(愼俊慶) - 영의정 신승선(愼承善)의 현손
      - 부인 : 거창 신씨(居昌愼氏)
        - 아들 : 여이징(呂爾徵)
        - 며느리 : 청주 한씨(淸州韓氏) 한준겸(韓浚謙)의 딸
          - 손자 : 여성제(呂聖齊) - 영의정